# 117ª Brigata meccanizzata pesante
La 117ª Brigata meccanizzata pesante autonoma (in ucraino 117-та окрема важка механізована бригада?, 117-ta okrema važka mechanizovana bryhada, unità militare A4674) è un'unità di fanteria meccanizzata e corazzata delle Forze terrestri ucraine, con base a Kremenčuk.

## Storia
L'unità è stata creata come 117ª Brigata meccanizzata autonoma (in ucraino 117-та окрема механізована бригада?, 117-ta okrema mechanizovana bryhada) il 1º febbraio 2023, durante l'espansione dell'esercito ucraino in previsione della controffensiva estiva, sulla base del 15º Battaglione fucilieri (unità militare A7099), fondato a Sumy nel marzo 2022 in seguito all'invasione russa e riorganizzato come 1º Battaglione meccanizzato. Fa parte insieme ad altre 8 nuove brigate del 10º Corpo operativo, equipaggiato ed addestrato principalmente grazie agli aiuti occidentali e destinato alle operazioni offensive. Parte dell'unità è stata addestrata in Repubblica Ceca. Il gruppo di artiglieria della brigata è stato costituito a partire da un battaglione della 49ª Brigata artiglieria.
A partire da agosto la brigata ha preso parte ai combattimenti nel settore a sud di Orichiv. Nei mesi successivi alla conclusione della spinta della controffensiva ucraina è rimasta schierata nel saliente di Robotyne. Alla fine di febbraio 2024 ha ceduto terreno nel settore fra Robotyne e Verbove sotto la spinta della 42ª Divisione e della 136ª Brigata fucilieri motorizzata, ritirandosi da Quota 110. A luglio la brigata è stata trasferita nell'oblast' di Donec'k, venendo schierata nel settore di Pokrovs'k a causa della crescente pressione russa. All'inizio di ottobre è stata impiegata a sostegno della 15ª Brigata "Kara Dag", fermando la penetrazione russa a sud della cittadina di Selydove.
All'inizio di novembre 2024 l'unità è stata riorganizzata come brigata meccanizzata pesante, la seconda di questo tipo nell'esercito ucraino, facendo seguito alla 17ª Brigata.

## Struttura
- Comando di brigata[14]
- 1º Battaglione meccanizzato
- 2º Battaglione meccanizzato
- 3º Battaglione meccanizzato
- 6º Battaglione fucilieri (Zaporižžja, unità militare A7090)[15]
- 14º Battaglione fucilieri (Rivne, unità militare A7098)[16]
- 28º Battaglione fucilieri (unità militare A4064)[17]
- 54º Battaglione fucilieri (sciolto nel 2023)[18]
- Battaglione corazzato (PT-91 Twardy)
- Battaglione sistemi senza pilota
- Gruppo d'artiglieria
  - Batteria acquisizione obiettivi
  - Battaglione artiglieria campale (D-30)
  - Battaglione artiglieria semovente (AS-90)
  - Battaglione artiglieria lanciarazzi
  - Battaglione artiglieria controcarri
- Battaglione artiglieria missilistica contraerei (ZU-23-2)
- Battaglione genio
- Battaglione manutenzione
- Battaglione logistico
- Compagnia ricognizione
- Compagnia comunicazioni
- Compagnia radar
- Compagnia difesa NBC
- Compagnia medica